# كفر بتبس
كفر بتبس إحدى قرى مركز تلا التابع لمحافظة المنوفية بجمهورية مصر العربية.

## السكان
بلغ عدد سكان كفر بتبس 4,635 نسمة، منهم 2,213 رجل و2,422 إمرأة، الإحصاء الرسمي لعام 2006.